# 손기남
손기남(孫起南, 1539년~1606년)은 조선 중기의 선비이자 충신이다. 밀양손씨 돈암공파의 파조이다. 본관은 밀양, 자는 문선(文善), 호는 돈암(遯巖)이며 고려 건국공신 손긍훈(孫兢訓)의 후손이다. 
임진왜란이 일어나 강토가 왜구들의 만행으로 짓밟힐 때 선비로서 성현의 혼령이 왜구의 불길에 타는 것을 개탄하여 목숨을 걸고 경상북도 의흥향교의 오성위판과 경서를 인근 선암산 바위굴에 옮겨 보존하여 숭유(崇儒)를 국시(國是)로 여겼던 당시 시대정신과 선비로서의 절의(節義, 절개와 의리)를 지켜낸 인물이다.

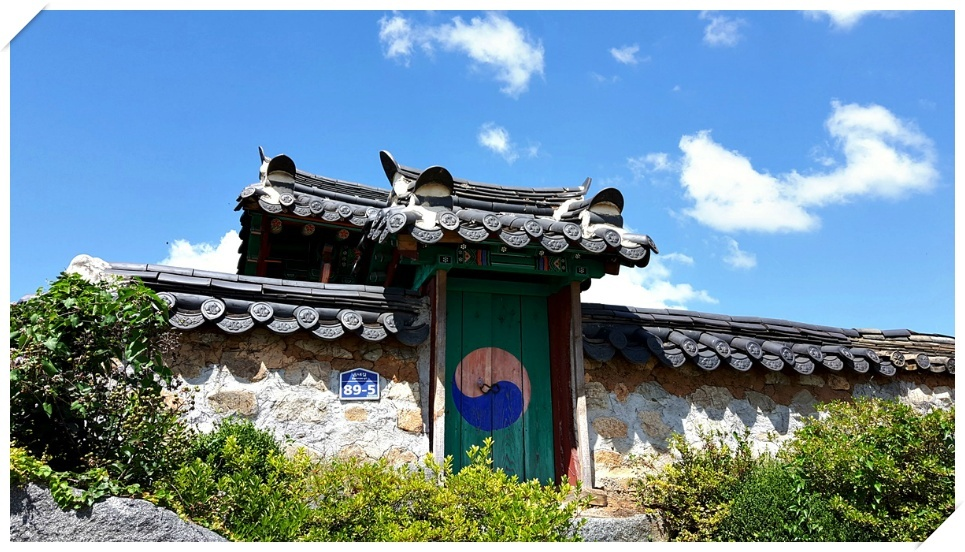
손기남선생 모성효의비각

## 행적
임진왜란이 일어나 왜군이 국토를 유린하던 1592년 당시, 54세이던 그는 유교의 성전이자 요람이었던 향교가 왜구의 침략으로 불타는 것에 개탄하여 친히 의흥향교 대성전에 들어가 성현의 오성위판(五聖位版)과 경서를 옮겨 지게에 지고 30리 떨어진 의흥현 선암산 암굴(聖在巖)에 모셔놓고 8년간 매 보름과 그믐마다 분향을 하였고 전란이 끝난후에는 의흥현 파전리 용연정(龍淵亭)에 옮겨 예를 다한후에 의흥향교 중건후 제 자리에 복원시켰다.  
왜란이 모두 끝난 1599년 수사(繡使-암행어사) 민후홍(閔候弘)이 그의 행적을 파악하여 조정에 장계를 올리니 선조가 친히 불러 복호(復戶) 4결(四結)을 즉석에서 내렸는데 이에 복호 4결은 너무 과하니 2결은 받지 않겠다고 하자 임금이 “공은 나라에 충신이요, 부모에게는 효자이며 성문(聖門)에서는 어진 제자다”고 하면서 어사주(御賜酒)를 내렸다고 한다.
| “ | "공은 나라에 충신이요, 부모에게는 효자이며 성문(聖門)에서는 어진 제자다”-선조 | ” |

그가 목숨을 걸고 지켜낸 오성위판은 왜란이 끝난후 인근 향교 재건시 표본이 되었을뿐만 아니라 경상도 지역에서는 유일하게 건립당시의 원판을 그대로 보존하고 있어 의흥향교의 역사적 가치를 드높이고 있다.

## 평가

### 오성위판의 상징성
현대적 관점에선 그의 행적과 신념이 합당한 평가를 받지 못하는 측면이 있다. 조선을 합병한 일제가 한민족의 정통성을 훼손하기 위해 조선을 상징하는 유교와 향교 폄하작업을 전개했고 해방후 현대화 과정에서 유교정신은 점차 그 의미가 퇴색되면서 전통가치는 고루한 것으로 치부되었기 때문이다. 
그가 목숨을 걸고 지켜낸 오성위판의 가치를 제대로 이해하기 위해서는 조선 건국의 정신과 문묘(文廟)와 향교체계를 선이해할 필요가 있다. 
조선은 절대왕권체제인 고려와는 달리 정도전등 신진사대부를 중심으로 유교(성리학)의 인본주의를 통치원리로 삼아 왕권의 자의적 행사와 폭주를 견제하는 신권 강화를 내세운 국가였다. 이들은 삼강오륜등 윤리강령을 마련함은 물론 공자등 오성 신위를 봉안한 문묘를 건립함으로서 권력속성상 예견되는 왕의 전횡을 사전에 차단하기위한 일종의 사상적 도덕적 안전장치이자 신권수호의 보루를 마련했다. 조선 각 고을 향교 대성전에도 문묘처럼 오성위패를 봉안함으로서 유교적 이념을 모든 백성에게 체화시키려 했다. 
지역의 존경받는 유림인 손기남이 온몸으로 8년간 지켜낸 오성위판은 이러한 민본주의적 공유가치의 상징이 왜구에게 짓밟히는 것을 막아내려는 신념에서 비롯된 것이지 한양도성을 버리고 평양과 의주로 피난한 선조에 대한 맹목적 충성의 발로로 해석될 수 없다. 그의 행적이 조선 330여 고을중에서 유일한 사례이기도 하지만 민주주의가 활짝 핀 이 시대에 돌아보아도 그 의미가 퇴색되지 않기에 후세 유림들이 앞다투어 절개와 의리의 표상이라고 칭송하는 것이다.

### 후세 유림들의 평가
유교 중심의 제정일치 사회였던 조선조에서 돈암의 행적은 매우 가치있는 의거이자 공적으로 평가받았다. 당시 조정으로부터 관직추증과 후손 군역면제와 토지 하사등의 포상 뿐 아니라 배향하는 사당을 세우라는 정문입사령(㫌門立祠令)이 내려졌다. 아울러 유림의 높은 평가로 한국 명문가문의 표준이라할 수 있는 '불천위 제사'를 지내는 사당 건립으로 이어졌다. 
후세사람인 참판 이의익은 다음과 같이 공의 공적을 평가했다. 
| “ | 병자호란때 나생(羅生)과 정복(鄭僕)에게는 성현의 오성위판을 반년간 남한산성에 피난시켰다고 조정에서 포상의 은전과 유림(儒林)의 찬사가 이어진데 비해.. | ” |

| “ | 돈암(遯巖)의 공은 원래 저들의 몇 배가 넘고도 남을 것.. 병자호란은 반년이지만 임진왜란은 8년의 세월이고, 저들은 지킬 직분이였지만 돈암은 스스로 행한 것 - 참판 이의익 | ” |

전적 박광보는 돈암공 행적을 찬하면서 ... (중략) 도덕을 행하는 선비를 누가 존경하지 않으리오. 왜란이 한창 심할때 아주 멀리있는 평양과 삼백여 고을에서 공과 같이 아름다운 행적을 남긴 이가 일찍이 한 사람이라도 있었더냐? 세상일이 덧없이 바뀌고 온 세계의 유적들이 망하고 끊어져도 공이 남긴 자취는 없어지지 않으리라(중략)... 고 기술하고 있다.  
| “ | 임금이 피난갔던 평양과 조선 삼백여 고을중에서 누가 공과 같이 아름다운 행적을 남긴 이가 한 사람이라도 있었더냐? 세상일이 덧없이 바뀌고 온 세계의 유적들이 망하고 끊어져도 공이 남긴 자취는 없어지지 않으리라 - 전적 박광보 | ” |

## 시호
1607년(선조40년) 통정대부 성균관 대사성 사재감첨정(通政大夫 成均館大司成 司宰監僉正) 증직
1699년(숙종25년) 조정의 명에 따라 화계사(華溪祠) 건립

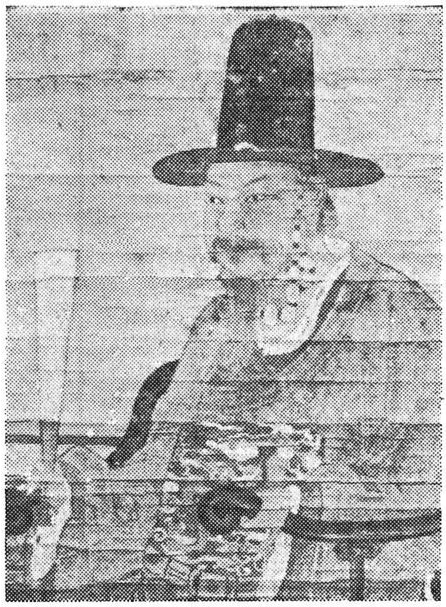
조선 선조

## 일화
그는 오성위판을 돌보기위해 본가에서 30리 떨어진 선암산(船巖山) 암굴로 수시로 밤을 도와 다녔는데 그때마다 호랑이가 동행 호위하였다고 한다. 또 전란을 피하기 위해 어버이를 업고 금양리 뒷산인 조림산에 움막을 짓고 무려 8년간을 피신하였는데 그의 효성에 호랑이도 감복하여 노루와 토끼를 잡아다 주어 어버이 봉양에 큰 도움이 되었다고 의흥군수 신태철(申泰哲)이 찬하였다.
구전에 의하면 선조 39년(1606년) 그가 세상을 떠나자 나라에서 지관을 보내서 명당자리를 살펴주었다고 한다. 지역 형세를 살펴본 지관은 3곳의 명당을 꼽았는데 의흥 화북동 도리터(물이 돌아 흐르는 곳)이고 다른 곳은 안동권씨가 이미 자리하고 있었고 마지막 남은 명당자리는 매성동 용남등(일명 까시산 옥녀봉)이다. 

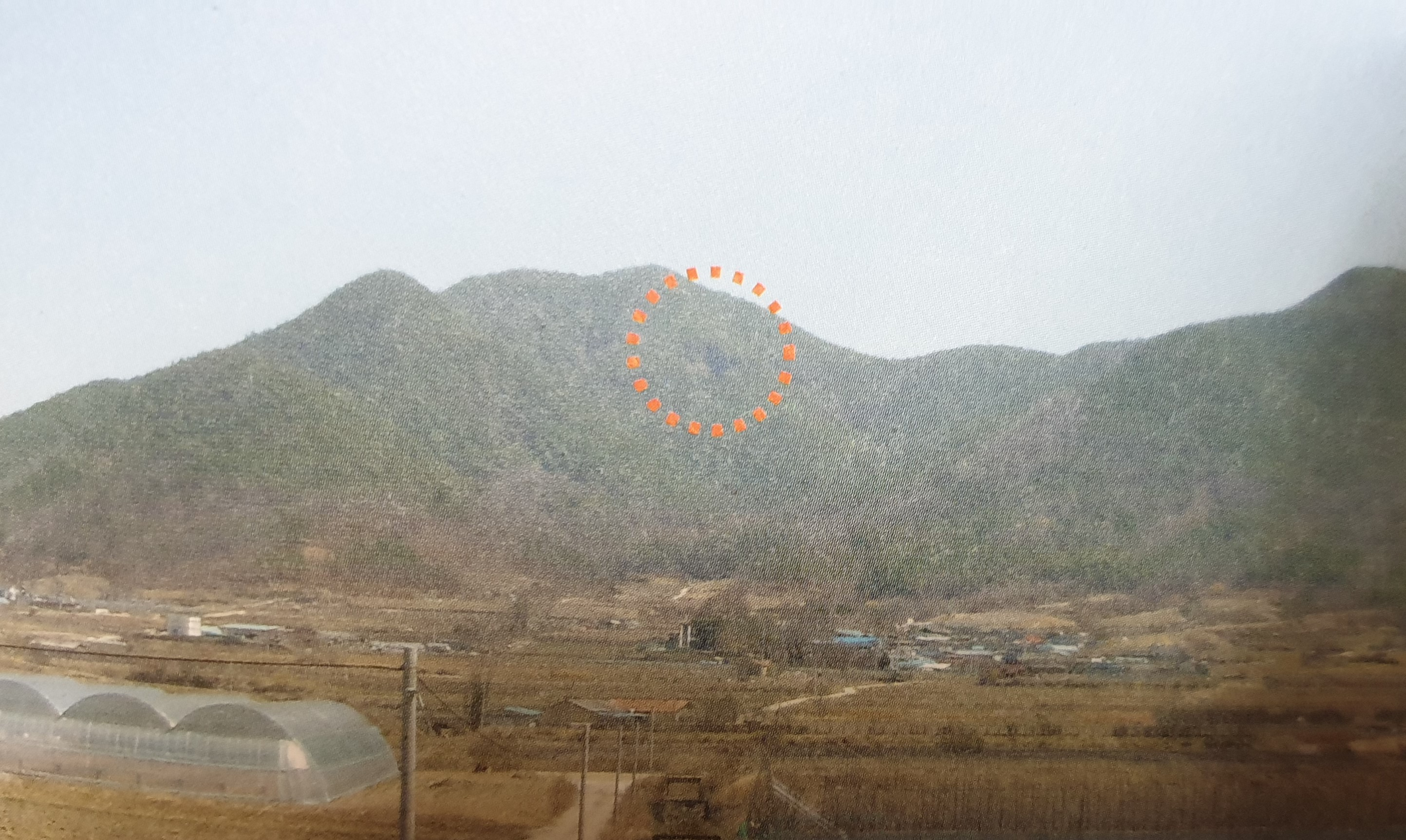
400여년이 지난 현재에도 흔적이 남아있는 옥녀봉 용남등 묘터

이곳에 묘를 쓰게 되면 백자천손하는데, 다만 여기에 묘를 쓸 경우 상여가 도착할 때까지 상주는 굿 안에서 뒤를 돌아보지 말고 허리를 굽혀 곡을 하고 있어야 했다. 그런데 산세가 워낙 험한 터라 기다리다 못해 뒤를 돌아보고  용이 하늘로 날아감에 따라 결국 묘를 쓰지 못하고 현재의 자리인 조림산 오좌원에 영장을 하게 되었다고 한다. 현재 금양에서 보면 용남등에 묘터 흔적이 보인다.

## 사상과 신념
그의 행적을 살펴보면 한 평생 유림으로서 절개와 의리를 중시하고 충효예를 인간의 도리이자 최고 덕목으로 여긴 것이 분명하다. 전란을 맞아 일반백성은 물론, 관리나 임금까지도 자기 한 몸과 식솔을 챙겨 피난하기 급급한 위기상황에서 벼슬을 하지도 않았고 향교를 지켜야할 직분도 아니었던 그가 54세라는 적지 않은 나이에도 자기 몸을 돌보지 않고 유교 성현의 위판을 8년이나 지켜낸 행적 자체가 그의 굳은 신념을 대변해준다. 
유교와 성리학이 지금의 헌법보다도 훨씬 중요하게 여겼던 당시 관점으로 재조명해보면  유교 성전의 정수를 목숨걸고 8년간 버텨낸 힘은 오직 절의(節義, 절개와 의리)라 할 수 있다. 지금이라도 돈암의 행적을 재조명하고 확산시키는 일은 충효의 고장인 군위지역사회의 정체성을 확립하고 예와 의리를 중시하는 전통의 맥을 잇는 차원에서 매우 바람직한 일이다.

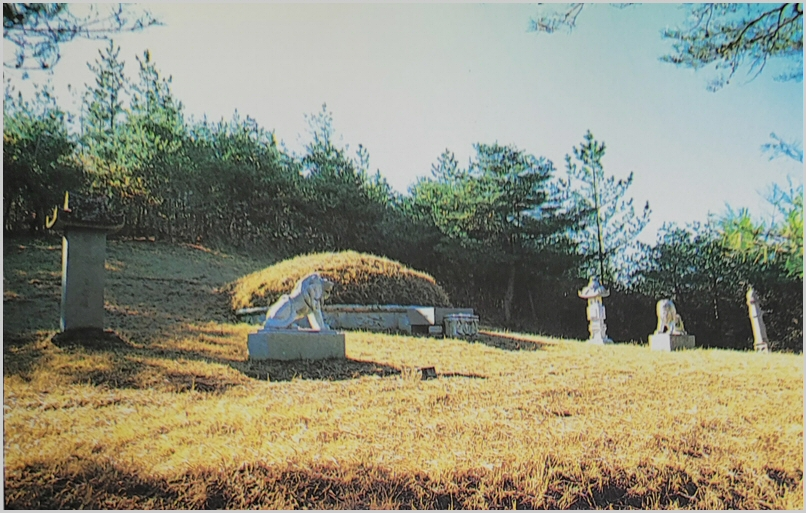
돈암 손기남의 묘

| “ | 한 평생 유림으로서 충효를 인간의 도리이자 최고 덕목으로 여겨... 8년간 버텨낸 힘은 오직 절의(節義) | ” |

| “ | 충효의 고장인 지역사회 정체성을 확립하고 예와 의리를 중시하는 전통의 맥을 잇는 디딤돌 삼아야 | ” |

## 연보

#### •1539년
경상북도 의흥현 금양(현 군위군의흥면 금양리)에서 출생

#### •1592년
임진왜란이 발발하자 향교의 오성위판과 경서를 인근 선암산 바위굴에 안치하여 보존함으로서 왜란후 영남지역 향교 재건의 표본이 됨은 물론 선비로서의 절개를 지켜냄

#### •1597년
난리가 끝나자 산아래 용연언덕에 초막을 짓고 위판을 안치한 후 춘추향사를 두해반이나 지내는 예의를 다함

#### •1599년
수사(繡使) 민후홍(閔候弘)의 장계로 선조(宣祖)의 부름을 받고 뛰어난 효성과 성현을 섬긴 몫으로 복호 4결을 받았으나 이중 2결을 다시 반환하겠다고 하여 어사주를 제수받음

#### •1606년
향년 68세를 일기로 사망

#### •1607년
통정대부 성균관대사성 사재감첨정의 품계와 관직이 증직됨

#### •1699년
숙종 25년 정문입사령(㫌門立祠令)을 내려 공의 사당을 세우라는 명이 내렸으나 이루지 못하고 27년후에 가서야 화계서원이 세워짐

#### •1718년
숙종 44년 의흥현감 조하성에 의해 의흥향교 입구에 모성효의비가 건립됨

#### •1726년
영조2년 박현보에 의해 공을 배향하는 화계서원이 창건되고 이후 매년 춘추향사를 거행

#### •1775년
북학파의 비조인 성균관 대사성 서명응(徐命膺)이 묘갈명을 찬함

#### •1868년1868년
화계서원이 흥선대원군의 서원철폐령으로 훼철

#### •18975년
의흥현감 신태철에 의해 춘추향사를 치루는 모성당과 손돈암의 불천지위 위패를 안치한 숭덕사가 세워짐

#### •19세기 후반
돈암선생실기 책판 간행 - 후손 손만진등이 기존의 것을 보완하여 박재운의 편집을 거쳐 발행

## 유적

### 의흥향교 대성전
의흥향교는 1398년 의흥면 수북동에 처음 세워졌으며, 임진왜란 때 소실되어 1601년에 다시 지었다. 

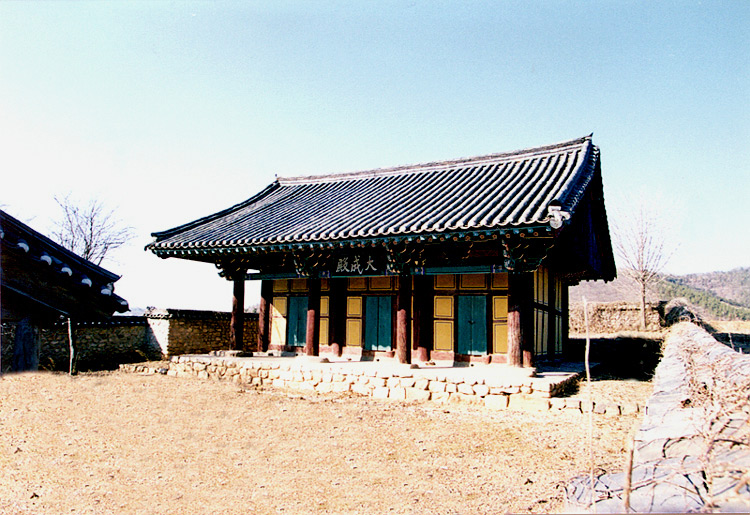
의흥향교 대성전

1641년 지금의 위치로 옮기면서 대성전 건물을 새로 지었고, 이후 여러 차례의 수리를 거쳤다. 의흥향교 대성전에는 유교 성현 27분의 위패가 모셔져 있으며, 경상북도의 향교 중 유일하게 건립 당시의 위패 그대로를 모시고 있다. 임진왜란 때 손기남이 선암산 바위굴에 피난시켜 8년간 모시다가 1601년에 다시 원래대로 모셨다. 제사는 해마다 봄과 가을에 지낸다.

### 모성효의비 (慕聖效義碑)
1718년 의흥현감 조하성이 의흥향교 입구에 건립한 공적비. 성인을 숭모하고 의리를 본받는다는 뜻. 주요내용은 아래와 같다.

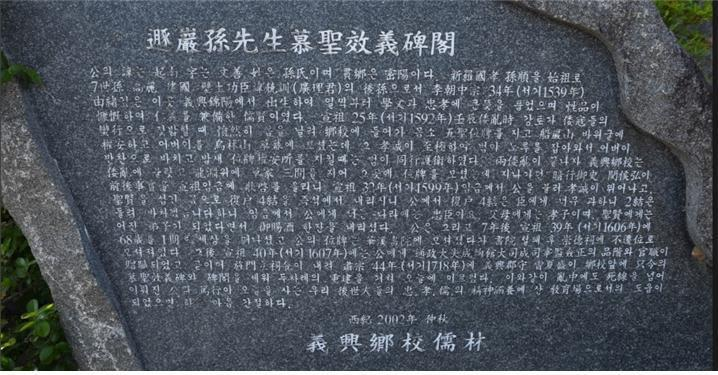
모성효의비

| “ | 몸소 신위를 받들어 두번이나 병화를 피하여 깊은 산골에 모셨다가 마침내 옛 향교로 돌렸네. 십실에 충성하니 유궁에 의리가 현저하도다. 천추에 깎여지지 않는 흰 돌이 오래도록 기억할 것이다 | ” |

### 화계서원(華溪書院)
의흥향교 대성전돈암 손기남을 모시기 위해 1699년(숙종25년) 조정의 명에 의해 의흥면 금양리에 건립된 사당으로 화계사라고도 부른다. 1726년 박현보에 의해 중건되었으나 1868년 흥선대원군의 서원철폐령으로 훼철되어 서원터만 남았다.

### 모성당(慕聖堂)
1897년 의흥현감 신태철(申 泰哲)이 유서깊은 서원인 화계서원이 빈터로 변해 춘추향사를 지내지 못함을 안타까이 여겨 새로 건립한 사당으로 현재 생존해있는 밀양손씨 후손들의 구전에 의하면 대원군의 서원 철폐당시 선조들 집집마다 화계서원의 주요목재(기둥과 대들보 및 석가래 등)를 감추어 두었다가 새로 복원하여 숭덕사(崇德祠) 모성당(慕聖堂)으로 개칭하여 현재 보존하고 있으며 밀양 손씨 돈암공파 종중에서 소유와 관리를 맡고 있으며 매년 음력 3월 첫째 일요일에 향사를 지낸다.

### 숭덕사(崇德祠)
손기남의 불천지위 위패가 있는 사당으로 모성당 바로 옆에 있음

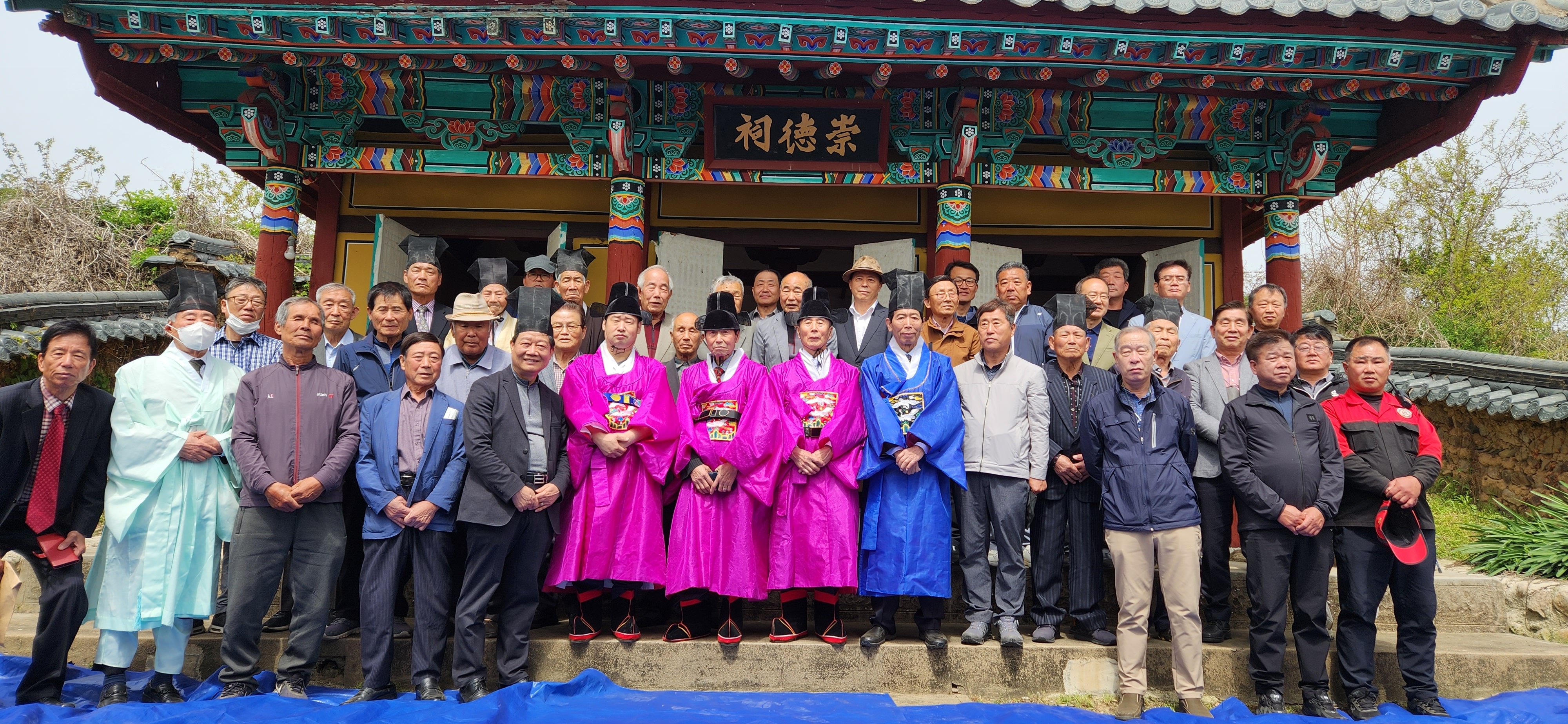
숭덕사에서 거행된 2023년 돈암공 춘계향사

### 성재암(聖在巖)
손기남이 1592년 4월 21일부터 향교 대성전에 있던 오성위판과 경서를 안치하고 8년동안 춘추향사를 지냈던 암굴로 경북 군위군 의흥면 선암산 해발 700미터에 위치해있다

### 손정(孫井, 우물)
경북 군위군 의흥면 지호동에 있으며 선암산에 안치한 오성위판의 매월 삭망때 사용하던 우물

### 용연정((龍淵亭)
왜란이 끝났으나 옛 향교가 불타 없어짐에 따라 2년반동안 오성위패를 안치하고 춘추향사를 행하였던 초막으로 손씨향교라고도 부른다

### 유허비각
1915년 9대손 손치붕등 후손들이 손기남의 효의정신을 기리기위해 금양마을에 세운 비각

## 유물

### 돈암손선생실기 목판
돈암 손기남의 일대기를 기록한 목판으로 구체적인 간행시기는 알수 없으나 후손 손만진등이 당시의 사료를 정리하고 보완하여 박재운의 편집을 거쳐 19세기 후반경 간행된 것으로 추정. 현재 남아있는 것은 총 23장이다.

#### 한국의 유교장서로유네스코세계기록유산등재
이중 21장이 2015년 10월 한국에서 12번째 유네스코 세계기록유산에 포함되어 현재 경북 안동시 도산면 한국국학진흥원에 보관하고 있으며, 나머지 2장은 경북 군위군 숭유관에 진열보관중이다

### 돈암집
1859년 박문현이 저술한 사료 모음집. 중앙관청인 예조와 관찰사, 의흥현감의 공문에서부터 지역 향교간 통문에 이르기까지 다양한 문서와 사료등 방대한 자료를 바탕으로 돈암 손기남이 행한 공적에 대한 역사적 평가를 객관적으로 뒷받침하고 있다. 
주요 자료목록으로는 예조 등급관문(禮曹 謄給關文)(조정의 6조중의 하나인 예조로부터 발급받은 문서), 영문관문(營門關文)(도 관찰사가 하급관청에 보낸 공문), 및 관문후록(關文後錄)(공문의 첨부물), 태학통문(太學通文)(성균관의 통지문), 사림정장(士林呈狀)(지역 유림들이 고을수령에게 낸 소장), 관제(官題)(사림정장에 대한 고을수령의 회신), 정영장(呈營狀)(도 관찰사에 직접 올린 소장), 영제(營題)(정영장에 대한 관찰사의 답신), 본관보장(本官報狀)(고을수령이 상관에게 보고한 문서, 향장(鄕狀)(유생들의 글), 본손정장(本孫呈狀)(손씨 문중에서 고을수령에 올린 소장), 통문(通文)(향교단위에서 주고받는 문서형식의 서신) 등이 있다. 